# Cormano
Cormano est une commune italienne d'environ 20 300 habitants située dans la ville métropolitaine de Milan dans la région de la Lombardie dans le nord de l'Italie.

## Géographie
- 1Carte dynamique
- 2Carte Openstreetmap
- 3Carte topographique
- 4Carte avec les communes environnantes

## Démographie
La commune compte 18 778 habitants le 1er janvier 2023.

## Administration
| Période                                  | Période | Identité | Étiquette | Qualité |
| ---------------------------------------- | ------- | -------- | --------- | ------- |
|                                          |         |          |           |         |
| Les données manquantes sont à compléter. |         |          |           |         |

### Frazione
Brusuglio, Molinazzo, Ospitaletto

### Communes limitrophes
Paderno Dugnano, Bollate, Cusano Milanino, Bresso, Novate Milanese, Milan